# بوريك
البُرَك أو البورك (تركية الأصل تعني كعكة أو فطيرة سنبوسكة) (باللغة التركية والإنجليزية: Börek) هي عائلة من المعجنات المخبوزة أو المقلية يمكن أن تكون مصنوعة من أنواع مختلفة من العجين، على سبيل المثال عجين الخبز مثل عجين الفيلو، ويمكن ملؤها بالجبن واللحم المفروم والخضار. أغلب الظن أنه ابتكر في تركيا الحديثة، في مقاطعات الأناضول من الإمبراطورية العثمانية في عهد مبكر، لتصبح عنصرا شعبية من المأكولات العثمانية، وتحتاج لمقلاة كبيرة وتكون قطعة إلي أجزاء بعد خبزها أو في معجنات فردية وغالباً ما يرش في الجزء العلوي من البُرَك بذور السمسم.
انتشرت البُرَك في مطابخ الأيالات التابعة للدولة العثمانية، وخاصةً في دول شمال إفريقيا وبلاد الشام وجميع أنحاء البلقان حيث تطبخ كثيرا في شهر رمضان ثم طورتها كل منطقة على حدى ومنها البُرَك الأرمني والسرياني والبرويك البلغاري واليوناني، كما أن البُرَك من المأكولات الشعبية في المطبخ الألباني والصربي. وأيضاً هو جزء من الثقافة اليهودية وبالتحديد المزراحي والسفارديون فقد تم اعتمدها بحماس اليهود الذين كانوا يسكنون في شمال إفريقيا قبل الشتات.